# Municipio de Olds
El municipio de Olds (en inglés: Olds Township) es un municipio ubicado en el  condado de Greene en el estado estadounidense de Carolina del Norte. En el año 2010 tenía una población de 3.990 habitantes.

## Geografía
El municipio de Olds se encuentra ubicado en las coordenadas 35°30′21.58″N 77°37′1.9″O / 35.5059944, -77.617194.